# Objeto circumprimário
Um planeta circumprimário é um planeta localizado em um sistema de estrelas múltiplas e que orbita somente ao redor da estrela principal (a estrela primária, a mais massiva) e não em torno de outras estrelas. Quando o planeta está orbitando a estrela secundária do sistema (ou seja, a menos massiva no caso de um sistema de estrelas binárias), é denominado de planeta circum-secundário. Em órbita da estrela terciária é designado de planeta circunterciário, etc.
O mesmo se aplica aos discos em órbita de uma única estrela em um sistema múltipla: disco  circumprimário, disco circum-secundário, da mesma forma que se diz disco circumbinário e disco circuntrinário.
A órbita dos objetos deste tipo é chamado tipo S.
Estes planetas são distinguidos dos planetas "circum-múltiplos" (planetas circumbinários, ou seja, orbitam duas estrelas ao mesmo tempo, planetas circun-ternários orbitam simultaneamente em torno de três estrelas, etc.), que estão por sua vez orbitando várias estrelas ao mesmo tempo (que pode incluir outras estrelas adicionais em torno do qual esses planetas não orbitam).
Obviamente qualquer planeta encontrado em um sistema planetário que consiste em uma única estrela é necessariamente um planeta circumprimário.

## Exemplos

### Planetas circumprimários
- HD 189733 b

### Planetas circum-secundários
- Alfa Centauri Bb.

### Planetas circunterciários
- Os planetas que orbitam Gliese 667 C.